# Stora Seljes
Stora Seljes eller Säljesträsk är en sjö i Finland. Den ligger i kommunen Kronoby i landskapet Österbotten, i den centrala delen av landet, 400 km norr om huvudstaden Helsingfors. Stora Seljes ligger 51,1 meter över havet. Arean är 62,1 hektar och strandlinjen är 5,27 kilometer lång. Sjön  ingår i Perho å huvudavrinningsområde. 